# Hôtel Raba
Pour les articles homonymes, voir Raba.
L'hôtel Raba est un hôtel particulier du XVIIIe siècle situé 67, cours Victor-Hugo (anciennement 41, fossés Saint-Éloi), à Bordeaux, en France.
Ce bâtiment fait l’objet d’un classement au titre des monuments historiques depuis le 7 mars 1975.

## Historique
Cette demeure fut construite pour l'officier louvetier François Lartigue entre 1745 et 1750, avant d'être rachetée en 1779 par la très riche famille Raba (huit frères à l'époque), armateurs juifs d'origine portugaise. Ce sont Aaron et Abraham qui s'installèrent dans cet hôtel.

## Architecture

### Extérieur
Par sa structure classique en pilastres colossaux, ses baies en plein cintre ouvrant sur le balcon et son luxuriant décor rocaille, l'immeuble constitue un parfait exemple du style Régence. Le balcon est porté par des cartouches et de fortes consoles à figures. On distingue un satyre dont le sourire sarcastique laisse entrevoir les dents et deux Hercule remarquablement exécutés, tout comme celle des mascarons, agrafes, chapiteaux ioniques à guirlandes et des pots-à-feu qui surmontent la balustrade, cachant la toiture. Le garde-corps en fer forgé dérive directement d'une gravure du maître parisien G. Vallée qui a diffusé les modèles de Versailles et de Marly.

### Intérieur
L'intérieur conserve de superbes salons, ornés de boiseries et de stucs ainsi que d'un parquet en bois précieux, une cage d'escalier avec un plafond sculpté, et de rutilantes verrières du XIXe siècle.